# Marichi

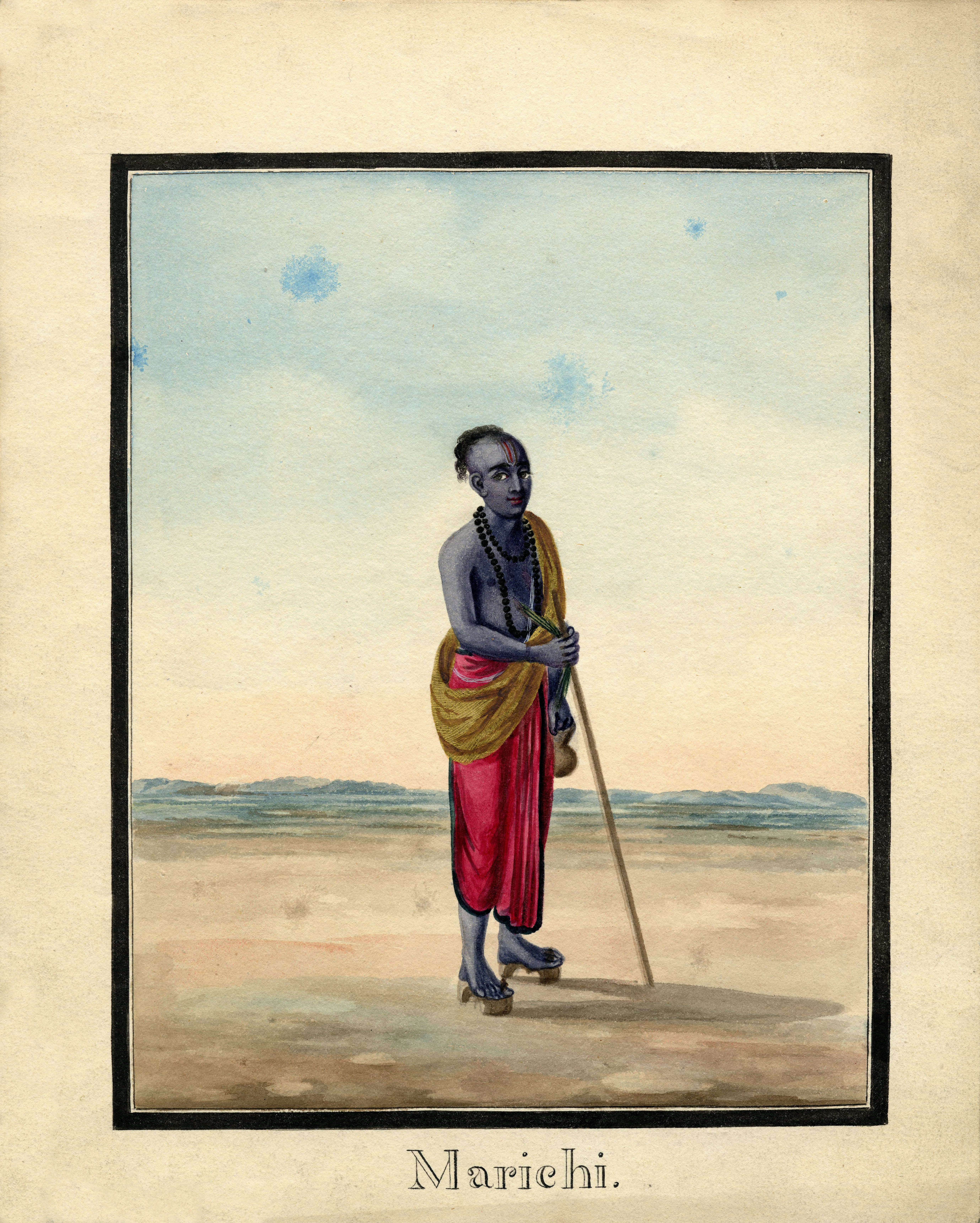
Marichi

Marichi (Sanskrit मरीचि marīci m.) ist einer der sieben Weisen (saptarishi) im Hinduismus und wird auch zu den Prajapatis gezählt.

## Hinduismus
Marichi gilt als geistgeborener Sohn von Brahma und ist durch Kala der Vater des Weisen Kashyapa. Marichi gilt als Führer der Marut.

## Jainismus
Im Jainismus ist Marichi der Sohn des ersten Chakravartin Bharata. Aufgrund seines schlechten Karmas verfiel er dem Irrglauben, dass der brahmanische Dreistab zum Heil führe. Später wurde er als Mahavira wiedergeboren, dem letzten Tirthamkara.